# Борово (Ліпновський повіт)
Борово (пол. Borowo, нім. Barau) — село в Польщі, у гміні Тлухово Ліпновського повіту Куявсько-Поморського воєводства.
Населення — 120 осіб (2011).
У 1975-1998 роках село належало до Влоцлавського воєводства.

## Демографія
Демографічна структура станом на 31 березня 2011 року:
|          | Загалом | Допрацездатний вік | Працездатний вік | Постпрацездатний вік |
| -------- | ------- | ------------------ | ---------------- | -------------------- |
| Чоловіки | 61      | 10                 | 43               | 8                    |
| Жінки    | 59      | 10                 | 33               | 16                   |
| Разом    | 120     | 20                 | 76               | 24                   |